# Flockertsberg
Flockertsberg ist eine Ortslage in der bergischen Großstadt Solingen.

## Geographie
Die Ortslage Flockertsberg befindet sich an den zur Wupper hin abfallenden Hängen östlich der Lützowstraße im Solinger Stadtteil Gräfrath. Westlich befindet sich die Ortslage Flockertsholz. Östlich liegen Friedenstal sowie die Wüstung Dritter Kotten. Südlich liegt die Hofschaft Oben zum Holz. Nordwestlich befindet sich die Hofschaft Schieten. Dort fließt in einem kleinen Kerbtal auch der Steinbach, dessen Umgebung als Naturschutzgebiet Steinbachtal mit Teufelsklippen ausgewiesen ist. In einem südlichen Kerbtal verläuft der Flockertsholzer Bach. 

## Etymologie
Der Ortsname lässt sich bis in das 18. Jahrhundert zurückverfolgen. Er rührt von dem Familiennamen Flockert her.

## Geschichte
In dem Kartenwerk Topographia Ducatus Montani von Erich Philipp Ploennies, Blatt Amt Solingen, aus dem Jahre 1715 ist der Ort noch nicht verzeichnet. Die Topographische Aufnahme der Rheinlande von 1824 verzeichnet den Ort als a.Flokersberg, die Preußische Uraufnahme von 1843 unbeschriftet. In der Topographischen Karte des Regierungsbezirks Düsseldorf von 1871 ist der Ort nicht verzeichnet.
Nach Gründung der Mairien und späteren Bürgermeistereien Anfang des 19. Jahrhunderts gehörte Flockertsberg zur Bürgermeisterei Gräfrath.  
Mit der Städtevereinigung zu Groß-Solingen im Jahre 1929 wurde Flockertsberg ein Ortsteil Solingens.